# Žan Kolmanič
Žan Kolmanič, slovenski nogometaš, * 3. marec 2000, Murska Sobota.
Kolmanič je profesionalni nogometaš, ki igra na položaju branilca. Od leta 2021 je član ameriškega kluba Austin FC. Ped tem je igral za slovenski Maribor, za katerega je v prvi slovenski ligi odigral 44 tekem in z njim osvojil naslov slovenskega državnega prvaka v sezoni 2018/19. Bil je tudi član slovenske reprezentance do 16, 17, 18, 19 in 21 let.